# Holonothrus mitis
Holonothrus mitis är en kvalsterart som beskrevs av Ziemowit Olszanowski 1991. Holonothrus mitis ingår i släktet Holonothrus och familjen Crotoniidae. Inga underarter finns listade i Catalogue of Life.